# توم هانغرفورد
توم هانغرفورد (بالإنجليزية: Tom Hungerford)‏ (5 مايو 1915، برث في أستراليا - 19 يونيو 2011، برث في أستراليا)؛ كاتب وروائي أسترالي.